# Divin (Bileća)
Pour les articles homonymes, voir Divin (homonymie).
Divin (en serbe cyrillique : Дивин) est un village de Bosnie-Herzégovine. Il est situé dans la municipalité de Bileća et dans la république serbe de Bosnie. Selon les premiers résultats du recensement bosnien de 2013, il compte 21 habitants.

## Démographie

### Évolution historique de la population dans la localité
| 1948 | 1953 | 1961 | 1971 | 1981 | 1991 | 2013 |
| ---- | ---- | ---- | ---- | ---- | ---- | ---- |
| 146  | 178  | 173  | 131  | 94   | 67,  | 21   |

|  |

### Communauté locale
En 1991, la communauté locale de Divin comptait 901 habitants, répartis de la manière suivante :